# Jat van Mesdag
Johannes Bartholomeus Jat van Mesdag (Hilversum, 3 oktober 1923 - Lawshall, 6 maart 1945) was tijdens de Tweede Wereldoorlog tweede luitenant-vlieger van de Koninklijke Landmacht. Hij vloog voor de RAF en verongelukte langs de weg naar Lawshall, Suffolk.
Jat van Mesdag was de kleinzoon van Albertus Perk en een jongere broer van Jaap van Mesdag. Hij had op Het Nieuwe Lyceum gezeten en werd Jan Bart of Jat genoemd. Toen de oorlog uitbrak, studeerde hij in de Verenigde Staten en woonde hij in Ardsley, New York. Hij voegde zich bij de Nederlandse troepen in Canada en kreeg een opleiding om vlieger te worden. Na zijn opleiding werd hij naar Engeland gestuurd waar hij op 17 augustus 1942 aankwam. Op 26 november 1942 haalde hij zijn wings. Hij werd ingedeeld bij het No 64 Squadron RAF, dat vanaf 28 december 1944 het nieuwe vliegveld van RAF Bentwaters bij Woodbridge in Suffolk gebruikte.

## Monumenten
- Bij de plaats waar hij in de nacht van 6 maart 1945 met zijn P-51 Mustang neerstortte, werd in 2009 een monument opgericht in de vorm van een grote brok steen met tekst.
- Enkele jaren na de oorlog werd een plaquette over Jat aangebracht in de All Saints Church in Lawshall. Op Remembrance Day wordt hier een krans gelegd door parochianen van de kerk. Enkele broers van Jat zijn daar indien mogelijk bij aanwezig.
- Zijn naam staat ook op het Nieuwe Lyceum Monument dat nu te zien is op begraafplaats Gedenkt te Sterven bij de Grote Kerk in Hilversum.